# 以色列占领西奈半岛
以色列占领西奈半岛是指1967年以色列在第三次中东战争期间从埃及手中夺取西奈半島后，以色列军队军事占领西奈半岛的時期，共為期15年。以色列在占领西奈半島期间一共建立了18個以色列定居点，這些定居點主要位于亚喀巴湾沿岸和靠近加沙地带的西奈半島东北部地区。随着埃以和約的簽署，從1979年开始，以色列分阶段將西奈半島归还给埃及。 1982年，以色列將西奈半岛全部歸還給埃及，而且西奈半島境內18个以色列定居点、2个空军基地、1个海军基地和其他设施全部拆除。埃及則承认以色列为主权国家。